# ثري إم
ثري إم شركة مساهمة عامة أمريكية، كان اسمها سابقاً «شركة التعدين والتصنيع مينيسوتا»، مقرها في سانت بول، مينيسوتا الولايات المتحدة.
توظف 88,000 شخص ومصانع حول العالم وتنتج أكثر من 55,000 من المنتجات، بما في ذلك: المواد اللاصقة، والصفائح، وشرائح ساحج المعدنية، ومنتجات طب الأسنان، والمواد الإلكترونية والمنتجات الطبية، ومنتجات العناية بالسيارات.

## تاريخ الشركة

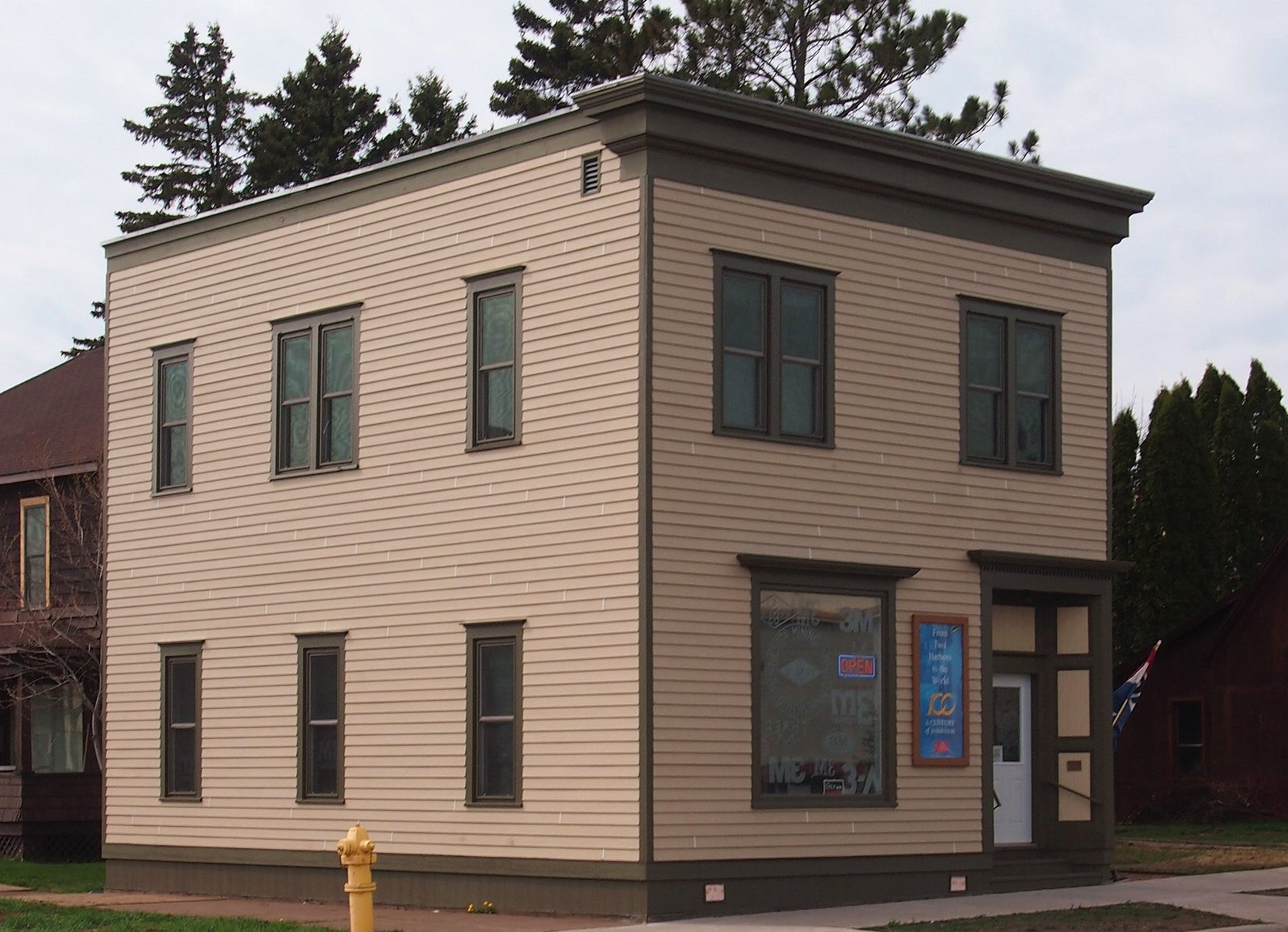
مبنى مكتب جون دوان، حيث تأسست شركة ثري إم، والذي تحول الآن إلى متحف

قام خمسه رجال أعمال بتأسيس شركه ثري إم (3M) في مدينه تو هاربورس، مينيسوتا، في عام 1902. في البداية أنشئت لتكون مشروع تعدين، وكان الهدف منها استخراج معدن الكوروند، ولكن فشل المشروع بسبب أن المنجم كان يحتوي معدن الآنورثوسايت الذي ليس لديه أي قيمه تجاره. طلب جون دوان، وهو أحد مؤسسي الشركة، بالتنازل عن أسهمه مقابل الحصول على المال، واصبحت الشركة بإداره لإدغار أوبر ولوسيوس اوردوي وكان ذلك عام 1905. انتقلت الشركة إلى دولوث وقامت بدراسه وإنتاج منتجات ورق الزجاج. وفي عام 1907، انضم ويليام ماكنايت كرئيس تنفيذي للشركه، وانضم أيضا آرتشيبالد جرانفيل بوش في عام 1909. وبعد ذلك أصبحت شركه ثري إم (3M) مستقرة ماليا في عام 1916 وتمكنت من دفع أرباح الأسهم للمساهمين.
انتقلت الشركة إلى سانت بول، حيث بقيت هناك لمدة 52 عاما قبل أن تكبر كثيرا وتتعدى على حرم الجامعة، لذلك انتقلت إلى مقرها الرئيسي الحالي في مركز ثري إم (3M) في مابلوود، مينيسوتا. ويبلغ حجم حرم المبنى الجديد الذي في مابلوود 475 فدان (1.92 كم2) ولديها أكثر من 50 مبنى، بما في ذلك مركز الإبداع الذي يعرض منتجات ثري إم (3M) التي أخذت إلى السوق.
بدأت الشركة عن طريق استخراج الحجر من المحاجر لاستخدامها في عجلات الكشط. تكافح لتنميه منتجاتها بالجودة في السوق، ودعمت الهيئة الإداريه العاملين لديها على ابتكار وتحسين منتجات جديده، والتي أصبحت أعمالها الأساسية. وبعد اثني عشر عاما من تأسيس الشركة، وضعت شركة ثري إم (3M) أول منتج حصري لها قماش (Three-M-ite). واشتملت تلك الفترة على ابتكارات أخرى مثل الشريط اللاصق، ورق زجاج مقاوم للماء، وأشرطه لاصقه تحمل العلامة التجاريه سكوتش. بحلول عام 1929، قامت شركه ثري إم (3M) بأول خطوه نحو التوسع على المستوى العالمي من خلال تكوين شركه دوريكس للقيام بالعمل في أوروبا. وفي العام نفسه، تم تداول أسهم الشركة لأول مرة على العداد وفي عام 1946 أدرجت في بورصة نيويورك (NYSE). وتحتل الشركة حاليا مركزا في مؤشر داو جونز الصناعي ومؤشر S & P 500.

## التأسيس
كان الخطة الأصليه لمؤسسي الشركة أن يقوموا ببيع معدن الكوروند للمصنعين في الشرق لتصنيع عجلات الكشط. وبعد بيع أول حموله، ذهب الخمسة رجال إلى مكتب سكرتير الشركة جون دوان في مدينه تو هاربورس في 13 يونيو عام 1902، الذي كان على شاطئ سوبريور وهو الآن جزء من متحف 3Mالوطني، ووقعوا على أوراق شركه مينيسوتا للتعدين والتصنيع. ومع ذلك، في الحقيقة، لم يكن دوان ورفاقه يبيعون ما يعتقدون، بل كانوا يبيعون معدن الآنورثوسايت الذي لا قيمه له.
بعد الفشل في صنع ورق الزجاج من معدن الآنورثوسايت، قرر المؤسسون استيراد المعادن مثل العقيق الأسباني، ثم بعد ذلك تزايد بيع ورق الزجاج. ولكن في عام 1914، اشتكى العملاء أن العقيق كان يتساقط من على الأوراق. اكتشف المؤسسين أن الحجارة قد شحنت عبر المحيط الأطلسي، وكانت مخزنه بجانب زيت الزيتون، وأن الزيت قد تغلغل في داخل الحجارة. وبسبب عدم قدرتهم على تحمل خساره هذه الحمولة المكلفه، قاموا بإشعال النار ووضع الحجارة فوقها في محاوله لإزاله زيت الزيتون، وكانت هذه الخطوة هي الحدث الأول للبحث والتطوير في شركة 3M.

### التوسيعات
وتشمل الابتكارات الأخيره للشركة، ورق الزجاج المقاوم للماء (1921)، والشريط اللاصق (1925)، وكذلك السيلوفان «سكوتش»، والمواد العازلة للصوت الموزعة للسيارات.
في الخمسينيات، توسعت الشركة في جميع أنحاء العالم في استماراتها مع كندا، المكسيك، فرنسا، ألمانيا، أستراليا، والمملكة المتحدة في جزء كبير من كلارنس سامباير. في عام 1951، كانت المبيعات الدولية حوالي 20 مليون $. اعترف المعهد الأمريكي للإدارة بإنجازات شركه ثري إم واطلقت عليها اسم «واحدة من أفضل خمس شركات للإدارة في الولايات المتحدة», أدرجت ضمن أفضل 12 أسهم ناميه.
في أواخر الستينات وفي بدايه السبعينيات، قامت شركه ثري إم بنشر خط إنتاج جديد خاص بألعاب الألواح، تحت اسم«سلسله العاب ثري إم للرف» "3M bookshelf game series"، وتم تسويق هذه الألعاب للكبار وبيعها من خلال المتاجر، مع أن قواعدها بسيطة سهله التعلم ولكنها لعبه معقده وعميقه وذات مكونات موحده ذات جوده عاليه. على هذا النحو، هم بذلك يعتبرون أسلاف الألعاب الألمانيه "Eurogames". غطت الألعاب مجموعة متنوعة من الموضوعات، من الأعمال وألعاب المحاكاة الرياضيه وألعاب استراتيجيه. وكان سيد ساكسون وأليكس راندولف من الناشرين الرئيسين الأكثر تأثيرا بين المصميمين الأمريكين. في منتصف السبعينيات، قامت شركه أفالون هيل باستلام خط إنتاج الألعاب.
قدم قسم mincom من شركه ثري إم عدة نماذج من مسجلات الشرائط المغناطيسية لإستخدامها في أجهزه القياس واستوديوهات تسجيل الصوت. وكمثال على هذه المسجلات هو مسجل نموذج M79. وشارك قسم 3M Mincom أيضا في تصميم وتصنيع معدات إنتاج الفيديوهات للتلفاز ومعدات ما بعد الإنتاج في السبعينيات والثمانيات، ومع منتجات مثل مولدات الأحرف والعديد من الأنواع المختلفه من محولات الفيديو، ونماذج من أجهزة توجيه الصوت والفيديو إلى معدات دمج الفيديوهات الخاصة بعمل فيديوهات الإنتاج.
وشارك قسم mincom من شركه ثري إم في أول بعض التسجيلات الصوتية الرقمية في أواخر السبعينيات لرؤيه الإصدار التجاري للنموذج الأولي عندما أحضر من استوديوهات 80 للصوت في مينيابوليس. بعد الاستفادة من التجربة المكتسبه من النموذج الأولي لمسجل الصوت، قدم ثري إم في عام 1979 نظام تسجيل الصوت الرقمي المتاح تجاريا والذي يسمى «نظام ثري إم لإتقان الصوت الرقمي». الذي يتألف من مسجل شريط صوتي رقمي مسار 32 ومسجل رقمي مسار 4 للدمج والتدقيق النهائي. وبعد ذلك قامت شركه ثري إم بإنتاج وتصنيع العديد من النماذج المتاحة تجاريا من مسجلات الصوت الرقمية المستخدمة في بدايه الثمانيات ومنتصفها.
في الثمانيات، قدمت الشركة برنامج لوضع الملاحظات باسم "Post-it notes". وفي عام 1996، تم إنشاء شركه إميشن من خلال دمج مخزون بيانات الشركة وقسم التصوير. وقامت إميشن ببيع أعمالها التصويريه وأفلامها الفوتوغرافيه للتركيز على التخزين.
اليوم، تعتبر شركه ثري إم واحده من 30 شركة مدرجة في مؤشر داو جونز الصناعي (وتم اضافتها في 9 أغسطس 1976)، وتحتل رقم 97 من بين 500 شركه في قائمه فورتشن لعام 2011. وتمتلك الشركة 132 مصنع وأكثر من 67,000 موظف حول العالم، مع مكاتب مبيعات في أكثر من 200 دولة. الغالبية العظمى من موظفي الشركة هم من المواطنين المحليين، مع عدد قليل من الموظفين المقيمين خارج وطنهم. وتبلغ مبيعاتها في جميع أنحاء العالم أكثر من 20 مليار $، مع المبيعات الدولية 58٪ من هذا المجموع.
وفي عام 2002، وافقت شركة ثري إم 3M على شراء شركه تكنولوجيا المعلومات المتقدمه "AiT" بحوالي 37.4 مليون $ نقدا، بعد أن ألمحت شركه AiT بشده أنها قد وضعت نفسها للبيع في المزاد.
في 20 ديسمبر 2005، أعلنت 3M شراكة كبيرة مع سباق روش-فينواي، واحدة من الشركات الرائدة في ناسكار. وفي عام 2008، قامت الشركة برعايه جريج بيفل في سلسله كأس سباقات ناسكار بينما كان يقود سيارته رقم (16) فورد فيوجن. بالإضافة إلى ذلك، في 19 فبراير 2006، أعلنت 3M أنها ستصبح الراعي الرسمي لسباقات ثري إم 400 المقام في ملعب ميشيغان الدولي حتى عام 2011.
في 4 أبريل 2006، أعلنت 3M بوجود نيه ببدء العمل ببيع المستحضرات الصيدلانيه الغير أساسيه، تم بيع المستحضرات الصيدلانية للشركات في ثلاث صفقات مع أوروبا واميركا، والباقي من العالم. أما القسم الأخر من أعمال الرعاية الصحية، وهي نظام تسليم الأدوية، فقد بقيت مع شركه ثري إم.استمر قسم تسليم الدواء بالتعاقد مع المستشفيات لتصنيع وتسليم الأدوية التي تؤخد عبر الجلد. وتبنت الآن تصنيع الأدوية التي تم بيع رخصها في تصفية الأعمال للمستحضرات الصيدلانية. وفي 8 سبتمبر 2008، أعلنت 3M عن اتفاقيه الحصول على ميجواير، شركة منتجات العناية بالسيارات والتي كانت تملكها اسره ميجواير لأكثر من 100 عام.
في 30 أغسطس 2010، أعلنت شركة 3M أنها اشترت أنظمه التعرف على البصمة"Cogent Systems" مقابل 943,000,000 دولار.
في 13 أكتوبر 2010، أكملت 3M الاستحواذ على شركة أريزنت "Arizant"،  وفي ديسمبر 2011، استحوذت شركة 3M على مجموعه فينترتور للتكنولوجيا.
تعمل شركه ثري إم بناءا على المثال التالي ""ليست القدرة فقط في تطوير منتجات فريدة من نوعها، ولكن أيضا في تصنيعها بكفاءة وبشكل مستمر في جميع أنحاء العالم.
في 3 يناير 2012، أعلن عن أنه تم شراء مكتب وقسم المنتجات الإستهلاكيه لشركة آفري دينيسون من قبل شركه ثري إم مقابل 550 مليون دولار. ولكن تم إلغاء الصفقة من قبل شركه 3M في سبتمبر 2012 وسط مخاوف مكافحة الاحتكار.
في مايو 2014، قامت الشركة بإيداع براءة الاختراع رقم 100,000 لها.
في ديسمبر 2016، أعلنت شركة 3M عن بيع أنشطتها في تحديد هوية الأشخاص لشركة Gemalto مقابل 850 مليون دولار.

## السجل البيئي
في عام 1999 بدأت وكالة حماية البيئة الأمريكية (EPA) التحقيق عن المواد الكيميائية المشبعة بالفلور (PFCs) بعد تلقي بيانات عن التوزيع العالمي وسمية سلفونات الأوكتين المشبعة بالفلور. في مايو 2000، أعلنت شركة 3M من الولايات المتحده، المُنتج الرئيسي السابق للسلفونات المشبعة بالفلور، مثل حمض بيرفلوروأوكتان السلفونيك (PFOS) وحمض بيرفلورو الأوكتانويك (PFOA)، بأنها ستتخلص تدريجيا من استخدام سلفونات الأوكتين المشبعة بالفلور في منتجاتها. قامت شركه ثري إم باستخدام مركبات الكربون المشبعة بالفلور في تصنيع أدوات المطبخ وصناعه الأقمشة المقاومة للتصبغ. قامت منشأت كوتاغ غروف بتصنيع المواد المشبعة بالفلور من عام 1940 إلى عام 2002، وذلك بسبب تلوث نهر المسيسبي والمنطقة المحيطة به بالمواد المشبعه بالفلور. وصرحت شركه ثري إم بأنه «سيتم تنظيف المنطقة من خلال استخدام المياه الجوفيه التي في الآبار وحفر الأتربة الرسوبيه». وكانت خطه الترميم مستنده على التحليل الخاص بممتلكات الشركة والأراضي المحيطة بها. كانت المنشأة التي تعالج المياه في ذلك الموقع، التي تقوم بمعالجه مياه الري، غير قادره على التخلص من المواد الكربونيه المشبعه بالفلور التي تم رميها بجانب نهر المسيسيبي. وتقدر تكلفه التنظيف بحوالي 50 مليون دولار إلى 56 مليون دولار، والتي سيتم تمويلها من 147 مليون الموجوده في الاحتياطي البيئي التي تم ادخارها في عام 2006.
في عام 1983، تم إدراج منظمه أوكديل للتفريغ التي تقع في أوكاديل، مينيسوتا، في منظمه حمايه البيئة (EPA) بعد أن الكشف عن المياه الجوفيه والأتربة الرسوبيه الملوثه من خلال المركبات العضوية المتطايرة والمعادن الثقيلة. وكانت شركه ثري إم 3M تعمل مع منظمه أوكديل للتفريغ لكب النفايات خلال فتره ما بين 1940 و1950.
في عام 2002، احتلت شركخ ثري إم المرتبة 70 في قائمة معهد بحوث الاقتصاد السياسي لأفضل 100 شركة ساهمت في منع الملوثات الجويه في أمريكا. وفي مارس 2010، احتلت شركه ثري إم المركز 98 في القائمة.
في عام 2008، أنشأت شركة 3M قسم للطاقة المتجددة داخل شركة 3M، قسم الصناعية والنقل، للتركيز على توليد الطاقة وإدارتها.
في أواخر عام 2010، قامت ولايه مينيسوتا برفع دعوى قضائيه ضد شركة 3M بدعوى أنها أصدرت المواد المشبعة بالفلور، وهي مادة كيميائية سامة جدا وفقا لوكالة حماية البيئة الأمريكيه، في المجاري المائية المحلية.

## المنشآت التشغيلية
تقع مكاتب شركة 3M العامة، مختبرات الأبحاث الخاصة بالشركات، ومختبرات أقسام معينة، في مابلوود، مينيسوتا. وفي الولايات المتحدة، لدى شركه 3M تسع مكاتب مبيعات في ثماني ولايات، وتدير 74 منشأه للتصنيع في 27 دولة. ودوليا، تمتلك شركه ثري إم 148 مكتب للمبيعات. وتدير الشركة 93 منشأه للتصنيع والتحويل في 32 دولة خارج الولايات المتحدة.
تمتلك شركه ثري إم حقيقه كل الممتلكات المادية، لأن 3M هي شركة عالمية تتسم بالتعاون الكبير فيما بينها. وغالبا ما يوجد خصائص خاصه لكل قطاع من القطاعات المتعددة بما في ذلك سلامه التموين.
معلومات مفصّله عن مصانع مختاره:
- يوجد في سينثيانا، كنتاكي، الولايات المتحدة الأمريكية، مصنع تأسس عام 1969 لإنتاج برنامج وضع الملاحظات (672 SKU) والشريط الإسكتلندي (147 SKU). ويعمل فيه 539 موظف.[49]
- يوجد في نيوتن أيكلف، مقاطعة دورهام، المملكة المتحدة، مصنع إنتاج أجهزة التنفس لسلامة العمال، وذلك باستخدام تكنولوجيا الليزر. يعمل فيه 370 موظف، ومؤخرا حصل استثمار فيه بقيمه 4,5 مليون £ (7000000 $).[50]

## روابط خارجية
- http://www.3m.com/
- http://biz.yahoo.com/ic/11/11003.html
- http://www2.mnhs.org/library/findaids/00281.xml